# (9104) Matsuo
(9104) Matsuo, provisorische Bezeichnung 1996 YB, ist ein Asteroid und Kleinplanet des mittleren Asteroiden-Hauptgürtels, der am 20. Dezember 1996 vom japanischen Amateurastronom Takao Kobayashi am Oizumi-Observatorium entdeckt wurde.

## Name
(9104) Matsuo erhielt nach seiner Entdeckung zunächst die provisorische Bezeichnung 1996 YB. Später wurde er nach dem japanischen Astronomen und Lehrer am Yamaguchi Museum Atsushi Matsuo (* 1955) benannt.

## Umlaufbahn
(9104) Matsuo umkreist die Sonne in einer Entfernung von 2,332 bis 3,24 AE alle 4,65 Jahre einmal. Seine Umlaufbahn hat eine Exzentrizität von 0,1632 bezogen auf die Große Halbachse von 2,787 AE und eine Bahnneigung von 8,52 Grad bezogen auf die Ekliptik.

## Familie
Nach der Definition von minorplanet.info gehört der Asteroid zur Asteroidenfamilie Dora mit der LCDB-Familiennummer 512, deren größtes Mitglied der Asteroid (668) Dora ist.

## Rotationsperiode
Für (9104) Matsuo wurde 2012 von der Palomar-Transient-Factory aus photometrischen Beobachtungen eine Lichtkurve bestimmt. Daraus konnte eine vorläufige Rotationsperiode von 5,16834 Stunden errechnet werden.

## Durchmesser und Albedo
(9104) Matsuo hat einen mittleren Durchmesser von 8,618 (±1,97) Kilometer und eine Albedo von 0,071.

## Beobachtungen
(9104) Matsuo wurde bereits vor seiner Entdeckung seit 1986 vom Observatoire de Calern, vom Steward Observatory, Kitt-Peak-Nationalobservatorium und vom Palomar-Observatorium beobachtet. Seit seiner Entdeckung gab und gibt es weitere Beobachtungen durch die genannten Observatorien und durch Chichibu, das Lincoln Laboratory, das Lowell-Observatorium, das Air Force Maui Optical and Supercomputing observatory (AMOS), den Mount Lemmon Survey, den Catalina Sky Survey, den Siding Spring Survey, den LPL/Spacewatch II, das Observatorio Astronómico de La Sagra, das Pan-STARRS 1 und 2, das ISON-NM Observatory in Mayhill (New Mexico), das Tenagra II Observatory, das Space Surveillance Telescope, Atom Site, durch WISE, das MASTER-IAC Observatory, Teneriffa, das ATLAS-HKO, Haleakala, die Sternwarte am purpurnen Berg, das MASTER-SAAO Observatory, Sutherland, das Polonia Observatory, San Pedro de Atacama, das ATLAS-MLO, Mauna Loa, den Transiting Exoplanet Survey Satellite (TESS), das MASTER-Tavrida, das Jiama'erdeng Tianwentai, Ali, Tibet, das MAP, San Pedro de Atacama, das Space Surveillance Telescope, HEH Station, das ATLAS Chile, Rio Hurtado, das ATLAS South Africa, Sutherland und das Kitt Peak-Bok.